# 双方向ライブ にっぽんのマジョリティー
双方向ライブ　にっぽんのマジョリティー（そうほうこうライブ　にっぽんのマジョリティー）は、NHK衛星ハイビジョンで、毎週土曜日21:00 - 22:00（月1〜2回休止 FIFAワールドカップなどの開催期間中は長期休止あり）に放送されている双方向対応クイズ番組。2006年2月4日に前番組「双方向TV 地球ゴーラウンド」の枠を利用し、パイロット番組として試行放送された後、同年4月1日にレギュラー放送を開始した。再放送は日曜日11:00 - 12:00（15日遅れ）。2007年3月17日に放送終了。

## 内容
番組のテーマは「にっぽんの常識を創る」。アンケートとそれに応じたクイズで構成される。

### マジョ調査
その日の番組テーマに関するアンケート（4〜5問）を行う。マジョ調査に回答しないとクイズの成績が一切反映されないため、必ず回答しなければいけない。後期は回答すると1問につき2点もらえる。回答時間は質問により10秒、15秒、20秒のいずれか。

### アンケートクイズ
マジョ調査の結果から2問（20点×2＝40点満点）を出題。ほぼ勘で答えなければならないため、非常に難しい。回答時間は10秒。

### マジョクイズ
その日の番組テーマに関する知識を問うクイズ（10点×5＝50点満点）。前番組の2ndステージと同じ要領である。回答時間は前期が5秒、後期が10秒。いずれもボタンの押し直しが不可。

### マジョ評決
視聴者の投書で問題提起し、それに対して視聴者が許されるか許されないかを回答するコーナー。後期は回答すると2点もらえる。回答時間は10秒。

### マジョ検証
あるテーマについて検証し、その中からクイズを出題する。マジョ評決に代えて行うことがある。正解すると20点もらえる。回答時間は10秒。

### 最終成績発表
集計中にその日のテーマに関する映像1本（クイズとは無関係、テーマに関するミニ講座の場合もある）を流し、最終成績発表（全国トップ10とプレゼント当選者を発表）。
- 成績の対象はクイズとマジョ調査・マジョ評決の参加ポイントである。
- 内容により、100、102、120点のいずれかが満点で、成績優秀者（総合得点が10位以内　ただし11人以上が満点を取るのが一般的なため、ほとんどの場合満点を取らなければならない）にはマジョストラップが、成績にかかわらずアンケートやクイズの参加者から抽選で各30名に、マジョT（Tシャツ）またはマジョトート（トートバッグ）が、マジョ評決・マジョ検証の参加者から抽選で10名に、マジョバッジがプレゼントされる（成績優秀者または抽選に当たると個別に「当選おめでとう」とデータ放送を通じて画面に表示される）。
- また成績は累積することができ、500点貯まるとマジョストラップと引き換えることができるほか、「ためしてガッテン」（2006年12月まで）・「人間力アップ 達人に学ぶ」と共通のポイントサービス「BSテレビポイント」に累積し、500点でマジョストラップ、1000点でマジョT、またはマジョトートと引き換えることもできる。なお「BSテレビポイント」はNHKのBS放送会員サービス「BSファン倶楽部」のポイントに移して、他のプレゼントをもらったり抽選に参加することもできる（ただしBSテレビポイントは、受信機がLAN回線に対応していないとサービス自体が使えない）。
- 「リティー」という魔女の進行キャラクターがいる。司会の恵がリティーの『締め切りよ』に促されて物真似することがよくある。

## 出演者

### 司会
- 恵俊彰
- 高橋美鈴（NHKアナウンサー）
パイロット版では高橋に代わり、「地球ゴーラウンド」担当の安部みちこアナウンサーが出演。

### 再現VTR出演
- 火災報知器

他ゲスト解答者4組（基本的には男性タレント、女性タレント、グラビアアイドル、お笑いタレント（コンビ出演の場合もある）が1組ずつ出演する）

## スタッフ
- ナレーター：渡辺美佐（リティーの声）、鈴木麻里子（マジョクイズ出題）、服部潤

## 参加方法
リモコンと携帯電話に対応。携帯電話のみで参加することも可能（携帯電話の場合、B-CASカード番号は必ずしも登録する必要はないので、アナログのハイビジョン、ケーブルテレビのデジアナ変換での視聴者は携帯電話を持っていれば参加できる。ただし携帯電話のみでの参加は2台まで）。リモコンと携帯電話両方で参加する場合に限り、携帯電話は何台でも参加できる。またリモコンからの参加の場合、電話回線の他、LAN回線にも対応している。
双方向通信については、電話回線の場合はKDDIを使用し、送信ごとに10円課金される。LAN回線の場合は、ADSLまたはFTTHなどの常時接続回線経由でインターネットを利用するため、通信料金はかからない。